# Eugenio Barba
Eugenio Barba (né le 29 octobre 1936 à Brindisi) est un metteur en scène, dramaturge et directeur de théâtre italien.

## Biographie
Eugenio Barba est le fondateur de l'Odin Teatret et de l'International School of Theatre Anthropology localisés à Holstebro au Danemark. Personnalité importante du théâtre mondial contemporain, élève et ami de Jerzy Grotowski, il est considéré, depuis le départ de Peter Brook, comme l'un des derniers maîtres occidentaux vivants. Il a modifié le concept du travail du comédien initié par Grotowski, le menant, au travers de sa pratique théâtrale, au contact de sa propre recherche intérieure. 
Il participe au projet Università del Teatro Eurasiano avec Luca Giacomoni et l’Odin Teatret.

## Publications
- Théâtre - Solitude, métier, révolte, éditions L'Entretemps, 1999.  (ISBN 978-2-912877-02-4)
- Eugenio Barba et Jerzy Grotowski, La terre de cendres et diamants, éditions L'Entretemps, 2000.  (ISBN 978-2-912877-06-2)
- Le Canoë de papier, éditions L'Entretemps, 2004.  (ISBN 978-2-912877-27-7)
- Eugenio Barba et Nicola Savarese, L'Énergie qui danse, Dictionnaire d’anthropologie théâtrale, éditions L'Entretemps, 2008.  (ISBN 978-2-912877-42-0)
- Brûler sa maison, éditions L'Entretemps, 2011.  (ISBN 978-2-35539-120-0)
- Les Cinq Continents du théâtre, Faits et légendes de la culturel matérielle de l'acteur, traduit de l'italien par Éliane Deschamps-Pria, coll. " Les voies de l'acteur ", éd. Deuxième époque, Montpellier, 2020.